# Bianca Lawson
Bianca Lawson, född 20 mars 1979, är en amerikansk TV och film skådespelerska. Hon har bland annat spelat Kendra Young i TV-serien Buffy och vampyrerna, medverkat i Save the last dance, spelade rollen som den mystiske Salem-häxan Emily i The Vampire Diaries och spelade rollen som Emilys flickvän Maya i Pretty Little Liars. Just nu kan hon ses i Teen Wolf som Ms Morrell.